# Fernando Sor
José Fernando Macario Sors (Barcelona, 13 de febrero de 1778-París, 10 de julio de 1839) fue un guitarrista y compositor español. El musicólogo belga Fétis lo consideraba el «Beethoven de la guitarra».

## Biografía
Nacido en Barcelona, en el seno de una familia acomodada, es bautizado como José Fernando Macario Sors, según consta en el registro bautismal, si bien en la mayoría de sus obras musicales manuscritas e impresas aparece como Fernando Sor o Ferdinand Sor, y sólo en algunas ocasiones su apellido aparece como Sors. También Ferran Sor i Muntades.
Descendiente de una larga línea de militares, su padre era ingeniero de caminos, y su abuelo, nacido en el sur de Francia, lo fue en el ejército francés. Intentó continuar esa tradición militar, pero se apartó de ella cuando su padre le introdujo en la ópera italiana. Se enamoró de la música y abandonó la carrera militar. Junto a la ópera, su padre también le orientó hacia la guitarra cuando, por entonces, era poco más que un instrumento tocado en tabernas, tenido por inferior a los instrumentos de la orquesta.
Al morir su padre en 1789, su madre no pudo seguir financiando sus estudios y el abad de Montserrat, Joseph Arredondo, se ofrece a tomar al niño para estudiar gratuitamente en la Escolanía del monasterio de Montserrat, próximo a Barcelona. El estudio allí giraba en torno a la música. Fue en este monasterio donde comenzó a escribir sus primeras piezas. Sin embargo sus profesores, sobre todo el padre Viola, no apreciaban la guitarra, y por tanto la formación de Sor para este instrumento es autodidacta, antes y después de su etapa en Montserrat. 
En 1795 vuelve a Barcelona y empieza su carrera militar como subteniente bajo el general Juan Miguel de Vives y Feliu en el ejército de Villafranca. El cargo le permite dar sus primeros conciertos de piano y guitarra y componer. En 1797 tuvo lugar en el Teatro de la Santa Cruz de Barcelona el estreno de su ópera Telémaco en la isla de Calipso.
En 1801 se traslada a Madrid, donde pretende acercarse a los círculos musicales de la Corte de Carlos IV y entrar en la Real Capilla o en la Real Cámara. No es bien acogido allí. Pero la XIII duquesa de Alba lo acoge y protege en su círculo de artistas. Esta muere poco después y es el duque de Medinaceli quien le da un cargo de administrador de fincas en Barcelona, donde vuelve en 1802.
En 1808, cuando Napoleón Bonaparte invadió España, pasó a escribir música nacionalista para la guitarra, acompañada a menudo por letras patrióticas (véanse, a modo de ejemplo, Canción de los defensores de la patria, o Himno de Sor, entre otras). Después de la derrota del ejército español, Sor aceptó un puesto administrativo en el gobierno de ocupación, bajo la monarquía de José Bonaparte. Fue prefecto de Policía en Málaga en cuya catedral hay expuestas algunas de sus obras. Tras la expulsión de los franceses en 1813, Sor y muchos otros de los artistas, aristócratas e intelectuales más importantes de la época que habían colaborado con la monarquía de José Bonaparte abandonaron España por miedo a las represalias y por la estima que tenían a Francia por sus ideas avanzadas.
Si bien no hay constancia de su pertenencia a ninguna Logia, la afiliación de las personas que más le ayudaron en la época deja pensar que pudo ser masón, iniciado por sus amistades durante la ocupación francesa de España. Se fue a París, y nunca volvió a su país de origen. En París hizo amistad con muchos músicos, entre ellos el también guitarrista español Dionisio Aguado, que marchó a París de 1825 a 1838, colaborando estrechamente e incluso conviviendo juntos durante un tiempo en el Hôtel Favart, que hoy sigue en pie y en funcionamiento. Compuso un dueto para los dos: Op.41, Les Deux Amis ("Los dos amigos"), en el que una parte está marcada "Sor" y, la otra, "Aguado".
Comenzó a ganar renombre entre la comunidad artística parisina por sus habilidades para la composición y para tocar la guitarra, e inició ocasionales viajes a través de Europa, obteniendo considerable fama y convirtiendo a la guitarra en un instrumento de concierto. Estuvo en Inglaterra en 1815 donde fue reconocido como compositor de óperas y ballets. En 1823 viajó a Rusia, donde escribió y presentó exitosamente el ballet Hércules y Onfalia con motivo de la coronación del zar Nicolás I. En 1825 un ballet suyo, Cenicienta, inaugura el teatro Bolshoi. La prima ballerina es su amante o mujer del momento: Felicité Hullin. En 1827 se asentó y decidió vivir el resto de su vida en París. Esto es debido en parte a su edad madura y en parte a su pérdida de mecenazgo en Rusia, tras la muerte de la zarina madre Isabel. Durante esta etapa madura compuso muchas de sus mejores obras.
Los principales ingresos de un músico en la época de Sor eran los conciertos y la edición de partituras. Los conciertos se daban entre varios músicos en honor a uno de ellos y este cobraba los honorarios. Esto se hacía de forma rotatoria por círculos de músicos afines y amigos. En cuanto a las partituras, publicadas por Jean Antoine Meissonnier, las piezas de Sor no eran precisamente vendibles a la masa de amateurs por su dificultad, y le exasperaba componer para amateurs poco esforzados. En cualquier caso acabó publicando piezas fáciles y evolutivas haciendo los mínimos sacrificios artísticos posibles. 

El final de su vida es acomodado pese a la leyenda (compartida por muchos artistas románticos) de la muerte en el olvido y la miseria. El último concierto en su beneficio lo da el 24 de abril de 1836 junto con Aguado. Un testimonio sobre el final de su vida lo dan sus amigos Eusebio Font y Moresco y Jaume Batlle en un artículo de la Opinión Pública de Barcelona de enero de 1850. Sin embargo su hija Carolina, arpista y pintora, muere el 8 de junio de 1837. Su última obra fue una misa en honor de ella. Esta muerte sumió al ya enfermo Sor en una seria depresión, y murió el 10 de julio de 1839 de cáncer de la lengua. 

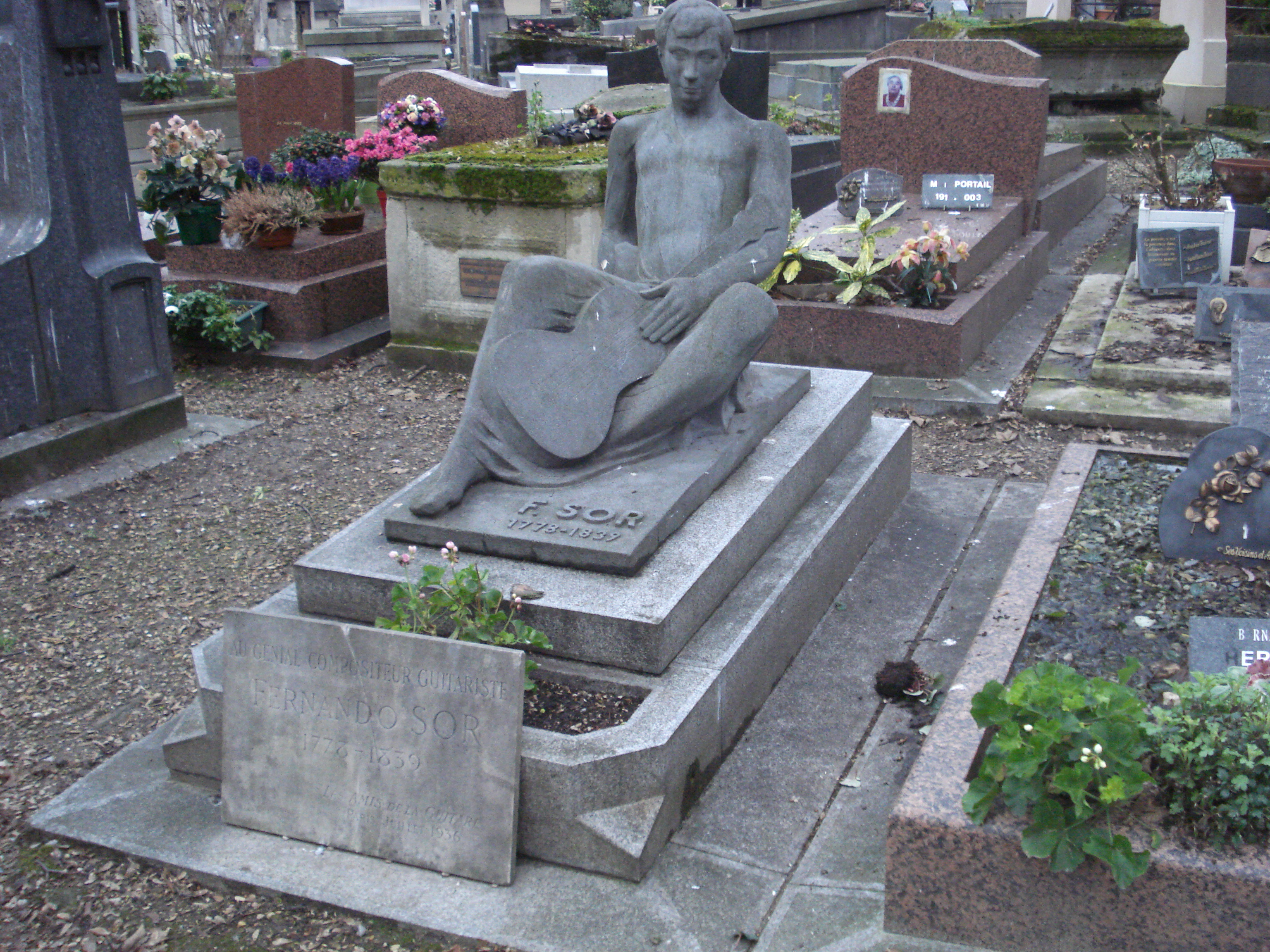
Cementerio de Montmartre

Su tumba fue identificada en el cementerio de Montmartre en los años 1930 a iniciativa de Los Amigos de la Guitarra de París (André Verdier, Emilio Pujol y el danés Ostergaard entre otros). Fue restaurada para evitar la caducidad de 100 años de las concesiones que habría implicado el paso de los restos a una fosa común y la reutilización del nicho. Estaba enterrado en la tumba del noble español David del Castillo, amigo de Fernando Sor, cuya familia también huyó de España. En 1938 hubo dos ceremonias para inaugurar la tumba restaurada: la primera por el Gobierno de la República y al poco por el gobierno del general Franco. De nuevo, en 1978, la tumba vuelve a estar en pésimo estado y es restaurada con el añadido de una escultura del canario afincado en Francia Ángel Peres. La tumba se puede seguir visitando en la división 24 del Cementerio de Montmartre; se puede ver fácilmente desde la avenida interna Samson.

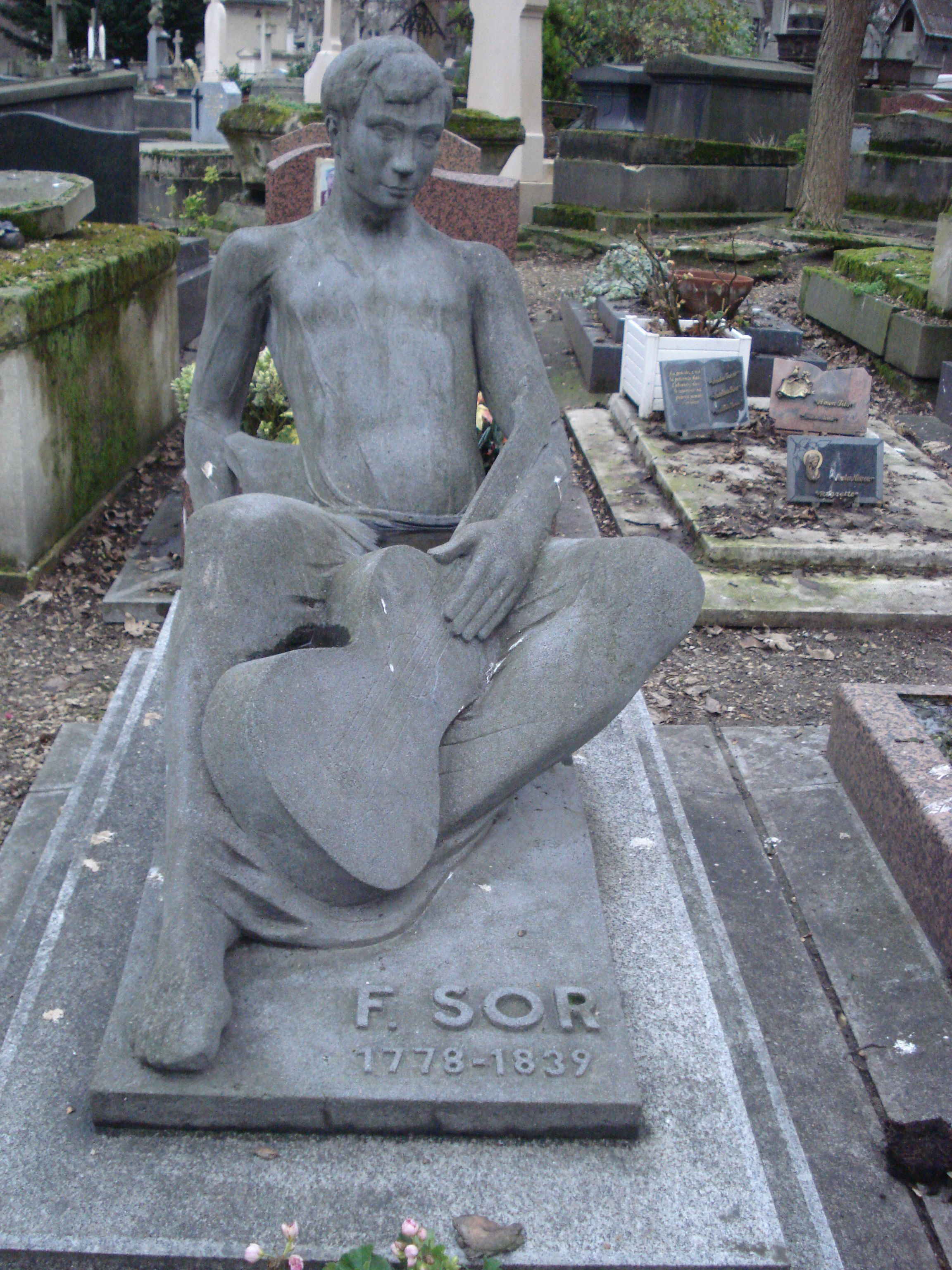
Tumba en el cementerio de Montmartre

Pese a haber nacido en Barcelona en la calle Sant Pau (seguramente donde está el actual Liceo o muy cerca), no hay todavía una placa que lo recuerde. Sin embargo, en el barrio de Gracia, en el espacio conocido como La Salut, existe la calle de Sors (Carrer de Sors, en catalán), dedicada al músico. Es una tranquila calle paralela al Torrent de les Flors y que termina, en su parte superior, a menos de cinco minutos de la entrada principal del parque Güell.

## Estilo
Su estilo se caracteriza principalmente por el uso de un lenguaje guitarrístico bastante avanzado para su época, pero, aun así sigue siendo considerado como un compositor totalmente clásico. Sin embargo, muchos intérpretes acostumbran hacer una interpretación de sus obras con un enfoque "romántico".
Incursionó en distintas formas musicales –como por ejemplo divertimentos, tema con variaciones, sonatas, fantasías, minuetos, duetos, así como diversa música vocal- haciendo muestra de su conocimiento en cuanto a las técnicas de composición de la época. Sin embargo, sus obras son claras y en cierto modo sencillas, lo cual permite una fácil asimilación para aquel que las escuche.
Hacía un uso frecuente de las tonalidades menores como preámbulo a sus piezas, un ejemplo claro es la introducción de las Variaciones sobre un tema de Mozart, la cual está en mi menor pero en el transcurso de esta, modula para así mostrar el tema en Mi mayor. Otro ejemplo de esta característica es el "Gran solo", en donde el tipo de modulación es el mismo, solamente que en la tonalidad de Re.
Otra característica de su estilo compositivo es el sutil uso de "retardos armónicos" muy al estilo de Haydn y Mozart. Del mismo modo, es posible encontrar más similitudes con dichos compositores, pero esto se puede observar como resultado de la influencia del estilo predominante en su época, el Estilo Galante.
En cuanto al estilo español, cabe destacar de la vasta producción musical del compositor sus seguidillas boleras. Brian Jeffery, uno de los mayores estudiosos de Sor en los siglos XX y XXI, recopiló y editó una serie de seguidillas boleras del guitarrista –recogidas en el manuscrito Egerton 3289 de la British Library– en su libro Seguidillas for voice and guitar or piano para la editorial Tecla en 1976. Que se hayan encontrado tan pocas seguidillas boleras de Sor se debe a que muy pocas de ellas llegaron a imprenta, pues los manuscritos que se han encontrado parecen haber sido copiados en España, pero no impresos, debido a que la producción bolera del guitarrista tenía un componente social en las fiestas y veladas musicales de las clases nobiliarias y parece ser que pocas de ellas llegaron a ser comercializadas.
A través de la entrada sobre Sor en la Enciclopedia de Ledhuy y Bertini podemos atestiguar que el guitarrista «componía boleros en Barcelona en 1802-1803 y en Madrid sobre 1803-1804, donde tenían mucha demanda». Estas seguidillas boleras del guitarrista tienen características que las hacen únicas en su género y sobre todo mantienen una tradición musical que las aleja de la influencia italianizante. Tal vez el carácter popular de estas seguidillas dentro de la tradición más académica de Sor fuera otra de las razones por las que no llegaran a editarse.

## Pedagogía musical
Desde su salida de la escuela de Montserrat, Fernando frecuenta amateurs, profesionales y notables interesados en aprender el arte de la guitarra o de la armonía. Entre sus alumnos figuraban Isabella Colbran y José de San Martín. En su etapa madura en París editó por sí mismo una obra didáctica, de referencia todavía hoy: Método para guitarra, publicado en 1830 y traducido a varios idiomas, como el alemán en 1831 o recientemente al castellano, en el año 2008, a los 178 años de su primera edición. Ha habido muchos apócrifos derivados, reeditados y vendidos de este método y es aconsejable informarse bien antes de seguir uno, siendo la consigna seguir el original de 1830, del que quedan pocos auténticos. Sin embargo, existen también versiones como el Método Completo para guitarra editado por Napoleón Coste en 1851, el cual consiste en un compendio de la obra original junto a una recopilación de las obras de estudio de Fernando Sor.

## Obra

### Óperas
- Telémaco en la isla de Calipso (1797)
- Don Trastullo

### Ballets
- La feria de Esmirna (1821)
- El señor generoso (1821)
- Cenicienta (1822)
- El amante pintor (1823)
- Hércules y Onfalia (1826)
- El siciliano (1827)
- Hassan y el califa (1828)

### Música vocal
- 25 boleros o seguidillas
- 33 arias.
- Cantata alla duchessa d’Albufera (Valencia, 1813)
- O Crux - coral a 4 voces mixtas; única obra vocal sacra conocida, de influencia renacentista.

### Música orquestal
- 3 sinfonías
- Concierto para violín falsamente atribuido, siendo al parecer del compositor francés y coetáneo a Mozart Chevalier de Saint-Georges

### Música de cámara
- 3 cuartetos de cuerda (perdidos)
- Tríos de cuerda con guitarra (perdido)

### Obras para guitarra
- 30 divertimentos Op. 1, 2, 8, 13 y 24
- Variaciones Op. 3, 9, 11, 15, 16 y 20
- 11 fantasías Op. 4, 7, 10, 12, 21, 30, 46, 52, 56, 58, 59 y 97
- 6 piezas breves Op. 5
- 12 estudios Op. 6
- 12 minuetos Op. 11
- Gran solo Op. 14
- 3 sonatas Op. 15, Op. 22 y Op.25
- 12 valses Op. 17 (dedicadas al francés Étienne Jean Baptiste Pastou)
- Variaciones sobre La flauta mágica (Mozart) Op. 9
- 8 piezas breves Op. 24
- Variaciones Op. 26, 27 y 28
- 12 estudios Op. 29
- Estudios Op. 31, 35, 44 y 60
- 24 piezas breves Op. 32, 42, 45 y 47
- 6 piezas de salón Op. 33 y 36 (dedicadas al compositor francés Étienne Jean Baptiste Pastou)
- 12 valses Op. 51 y 57
- Variaciones Op. 40
- Serenata Op. 37
- 6 bagatelas Op. 43
- 6 piezas Op. 48
- Capricho Op. 50
- Duetos Op. 34, 38, 39, 41 Les deux amis, 44, 45, 46, 47, 48, 49, 53, 54, 55, 61, 62 y 63.
- Seis aires escogidos de la opera la flauta mágica Op. 19